# AIR-2 Genie
 El Douglas AIR-2 Genie (designado anteriormente como MB-1) era un cohete aire-aire no guiado con una ojiva nuclear W25 de 1,5 kt. Fue desplegado por la Fuerza Aérea de los Estados Unidos (USAF 1957–1985) y Canadá (Royal Canadian Air Force 1965–68, Air Command 1968–84) durante la Guerra Fría. La producción terminó en 1962 después de que se hicieron más de 3.000, con algunos entrenamientos relacionados y derivados de prueba que se produjeron más tarde. 

## Desarrollo

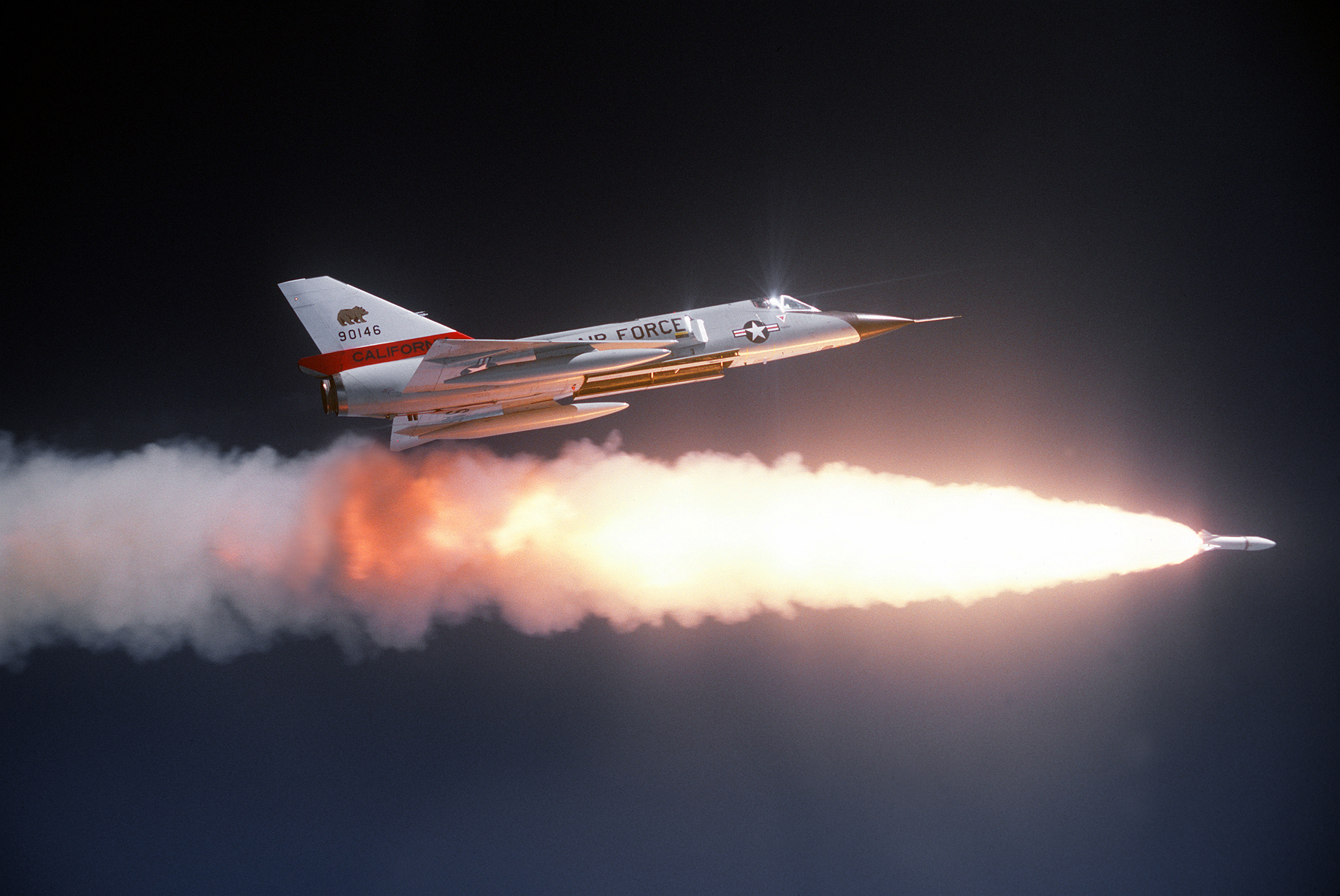
Un Convair F-106 de la Guardia Nacional Aérea de California dispara una versión inerte del Genio

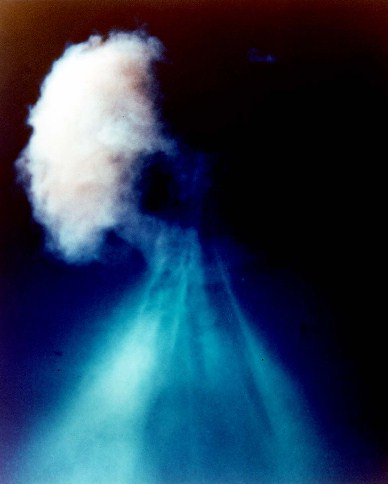
Prueba nuclear de Plumbbob John, la única prueba en vivo de un cohete Genie, el 19 de julio de 1957. Disparado desde un F-89J de la Fuerza Aérea de los EE. UU. sobre Yucca Flats, sitio de prueba de Nevada a una altitud de ~15,000 pies (4.5 km).

La interceptación de los bombarderos estratégicos soviéticos fue una importante preocupación militar de fines de los años cuarenta y cincuenta. La revelación en 1947 de que la Unión Soviética había producido una copia de ingeniería inversa del Boeing B-29 Superfortress, el Tupolev Tu-4 (nombre de la OTAN "Bull"), que podría llegar a los Estados Unidos continentales en un ataque unidireccional, seguido por los soviéticos que desarrollaron su propia bomba atómica en 1949, produjo una ansiedad considerable. 
El armamento de combate, de ametralladoras y cañones de la Segunda Guerra Mundial era inadecuado para detener los ataques de formaciones masivas de bombarderos de alta velocidad. Disparar grandes descargas de cohetes no guiados en formaciones de bombarderos no fue mucho mejor, y los verdaderos misiles aire-aire estaban en su infancia. En 1954, Douglas Aircraft comenzó un programa para investigar la posibilidad de un arma aire-aire con armas nucleares. Para garantizar la simplicidad y la fiabilidad, el arma no estaría guiada, ya que el gran radio de explosión hizo innecesaria la precisión exacta. 
El entonces proyecto de alto secreto tenía varios nombres en clave, como Bird Dog, Ding Dong y High Card. El desarrollo a gran escala comenzó en 1955, con el lanzamiento de prueba de cohetes de ojivas inertes a principios de 1956. El diseño final llevaba una ojiva nuclear W25 de 1.5 kilotones y funcionaba con un motor de cohete de combustible sólido Thiokol SR49-TC-1 de 162 kN (36 419,1 lbf), con empuje suficiente para acelerar el cohete a Mach 3.3 durante su combustión de dos segundos. El tiempo total de vuelo fue de aproximadamente 12 segundos, tiempo durante el cual el cohete cubrió 10 km (6,2 mi). La focalización, el armado y el disparo del arma fueron coordinados por el sistema de control de fuego del avión de lanzamiento. La detonación se realizó mediante una boquilla de retardo de tiempo, aunque el mecanismo de boquilla no armaría la ojiva hasta que el motor se quemara, para dar al avión de lanzamiento suficiente tiempo para girar y escapar. Sin embargo, no había ningún mecanismo para desarmar la ojiva después del lanzamiento. El radio letal de la explosión se estimó en unos 300 metros (328,1 yd). Una vez disparado, el corto tiempo de vuelo del Genie y su gran radio de explosión hicieron prácticamente imposible que un bombardero evitara la destrucción.
El nuevo cohete entró en servicio con la designación MB-1 Genie en 1957. Los primeros escuadrones interceptores en llevar el MB-1 declararon la capacidad operativa inicial el 1 de enero de 1957, cuando un puñado de cohetes y 15 interceptores F-89 capaces de transportarlos se desplegaron en la Base de la Fuerza Aérea de Wurtsmith en el norte de Míchigan y en la Base de la Fuerza Aérea de Hamilton fuera de San Francisco. Para el año siguiente, 268 F-89 habían recibido las modificaciones necesarias del pilón de ala y del sistema de control de fuego para llevar el arma. Aunque oficialmente es conocido como MB-1 Genie, el cohete a menudo era apodado "Ding-Dong" por tripulaciones y pilotos. Se produjeron alrededor de 3150 cohetes Genie antes de que la producción terminara en 1963. En 1962 el arma fue redesignada AIR-2A Genie. Muchas rondas se actualizaron con motores de cohetes mejorados de mayor duración; las armas mejoradas eran a veces conocidas (aparentemente solo semioficialmente) como AIR-2B. También se produjo una pequeña ronda de entrenamiento inerte, originalmente MB-1-T y luego ATR-2A, en pequeños números: la tripulación canadiense conocía la versión de entrenamiento como "dum-dum".

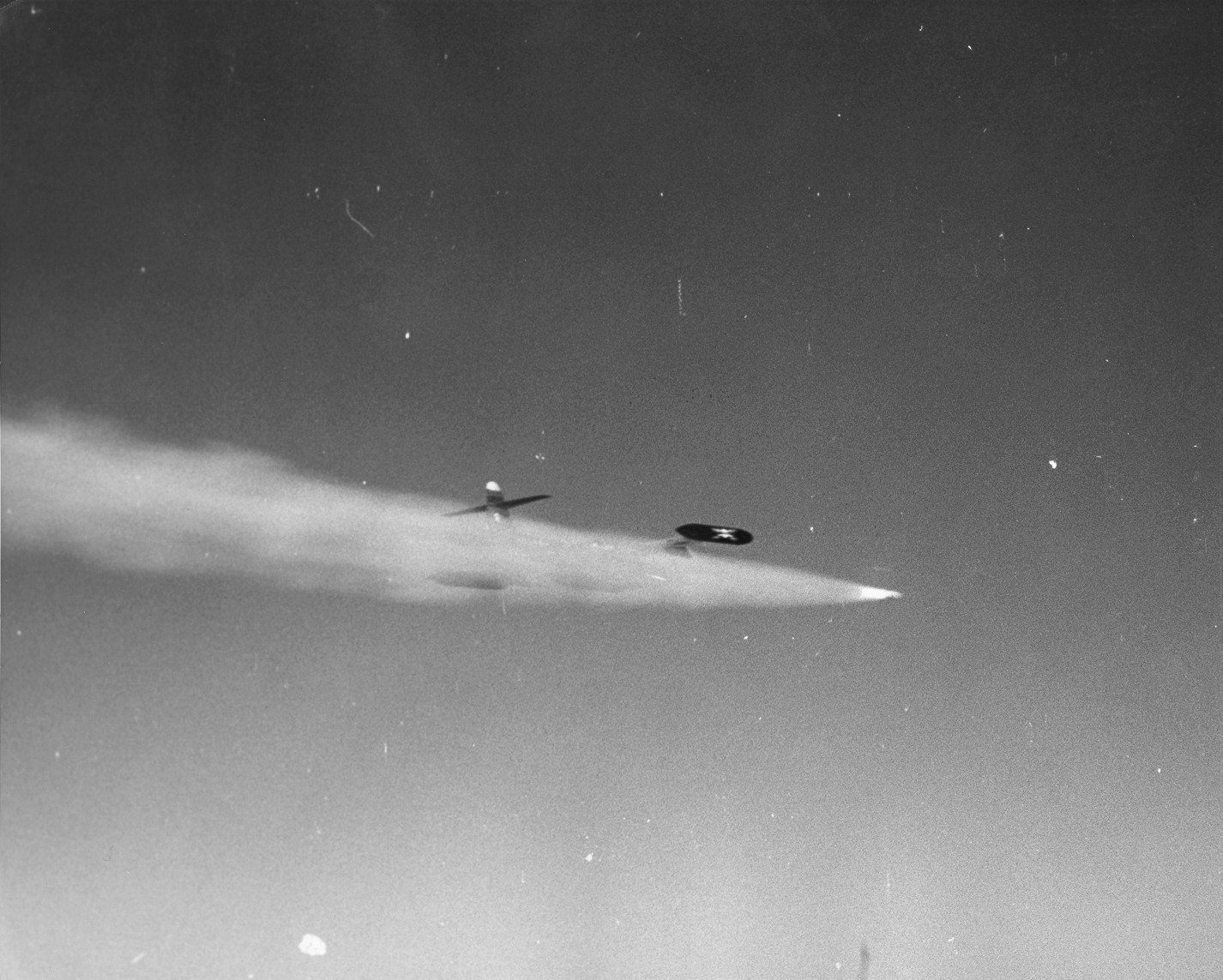
Un F-89 Scorpion disparando al Genie en vivo utilizado en la prueba Plumbbob John

Un Genie en vivo fue detonado solo una vez, en la Operación Plumbbob el 19 de julio de 1957. Fue disparado por el Capitán AF Eric William Hutchison (piloto) y el Capitán AF Alfred C. Barbee (operador de radar) volando un F-89J sobre Yucca Flats. Las fuentes varían en cuanto a la altura de la explosión, pero fue entre 18 500 y 20 000 ft (5600 y 6100 m) por encima del nivel medio del mar.  Un grupo de cinco oficiales de la USAF se ofreció como voluntario para permanecer sin sombrero con sus uniformes ligeros de verano debajo de la explosión para demostrar que el arma era segura para su uso en áreas pobladas. Fueron fotografiados por el fotógrafo del Departamento de Defensa George Yoshitake que estaba allí con ellos. Las dosis de gamma y neutrones recibidas por los observadores en el terreno fueron insignificantes. Las dosis recibidas por la tripulación aérea fueron más altas para los volantes asignados a penetrar en la nube de ráfaga de aire diez minutos después de la explosión.

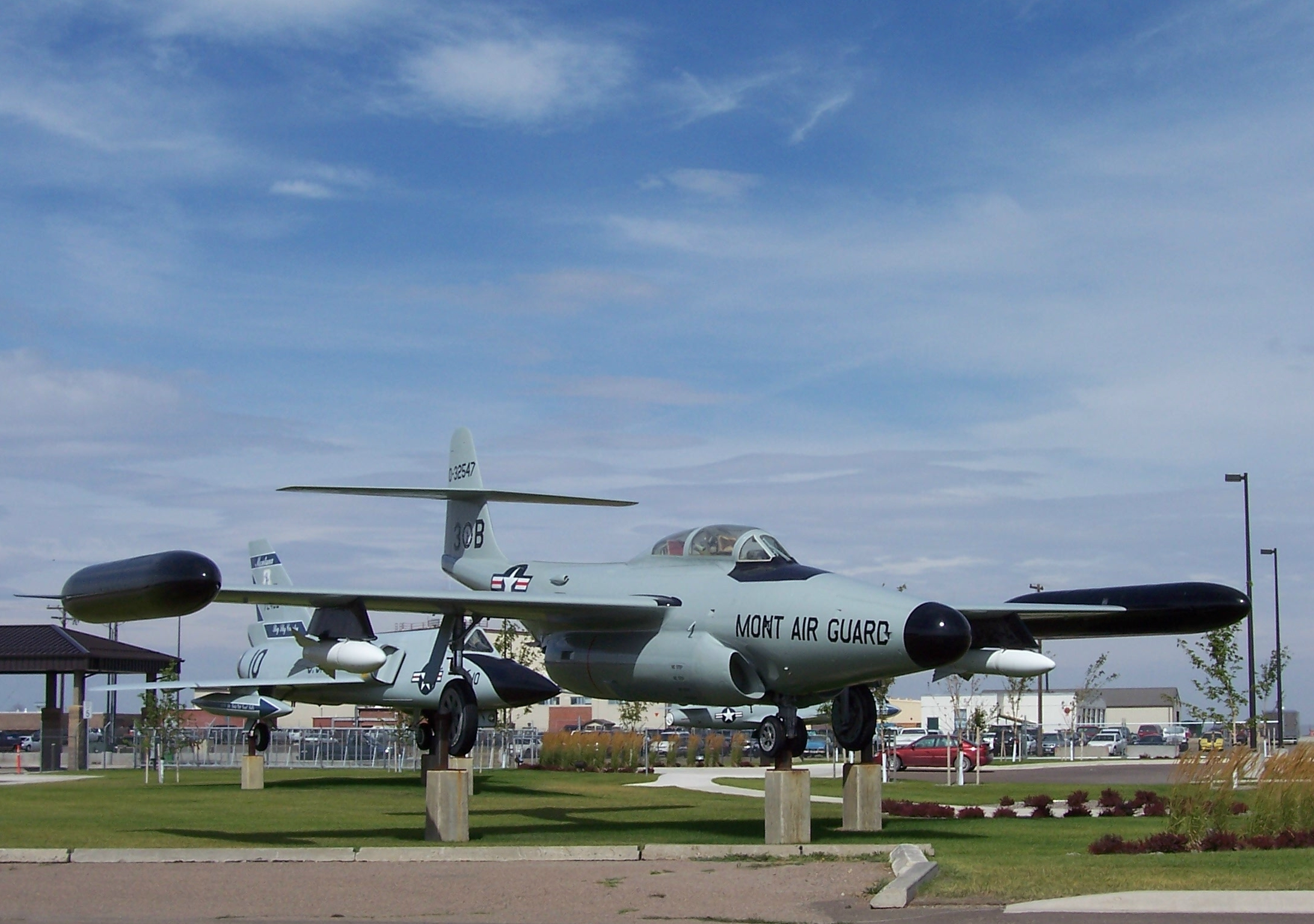
La Guardia Nacional Aérea de Montana F-89J que lanzó el Genie en vivo.

Mientras estaba en servicio con la Fuerza Aérea de los EE. UU., el Genie fue transportado operacionalmente en el F-89 Scorpion, el F-101B Voodoo y el F-106 Delta Dart. Si bien el Genie originalmente estaba destinado a ser transportado por el F-104 Starfighter usando un carril de lanzamiento único 'trapecio', el proyecto nunca continuó más allá de la fase de prueba. Convair ofreció una actualización de la Daga Delta F-102 que habría sido capaz de Genie, pero tampoco fue adoptada. El uso operativo del Genie se suspendió en 1988 con el retiro del interceptor F-106. 
El único otro usuario de Genie fue Canadá, cuyos CF-101 voodoos transportaron Genies hasta 1984 a través de un arreglo de doble clave donde los misiles se mantuvieron bajo custodia de los Estados Unidos y se lanzaron a Canadá en circunstancias que requerían su uso. La RAF consideró brevemente el misil para usar en la English Electric Lightning. 
Las características de seguridad incluyeron el armado final al detectar la aceleración y desaceleración de un avión rápido a gran altitud. El arma fue construida demasiado pronto para usar un dispositivo de seguridad de enlace de acción permisivo.
El F-89J que se utilizó para lanzar la única prueba en vivo está en exhibición estática en la Guardia Nacional Aérea de Montana en Great Falls, Montana.

## Operadores
Canadá

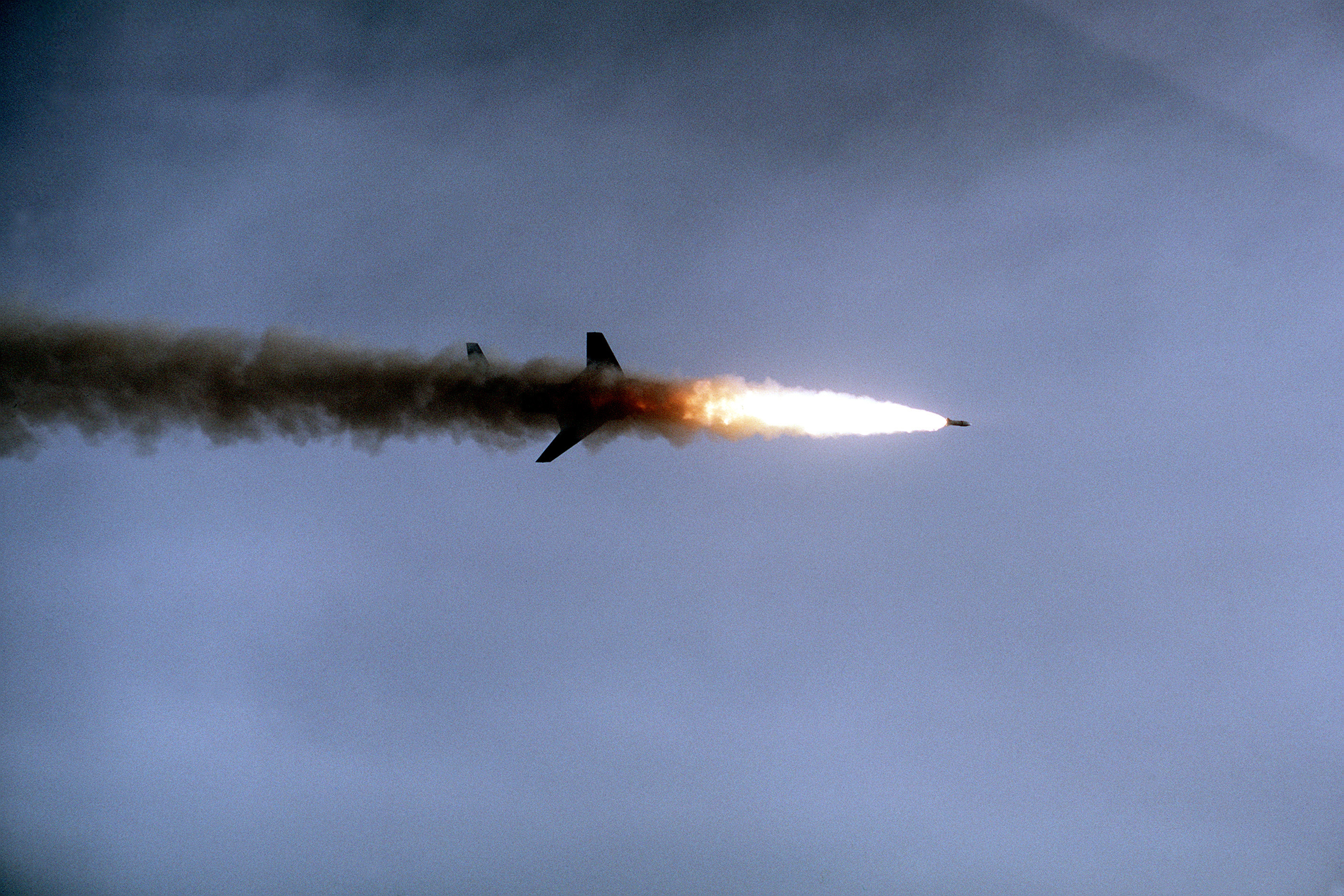
CF-101B de las Fuerzas Canadienses disparando un Genie en 1982

- Real Fuerza Aérea Canadiense/Comando Aéreo de las Fuerzas Canadienses

 Estados Unidos
- Fuerza Aérea de los Estados Unidos

## Sobrevivientes
A continuación hay una lista de museos que tienen un cohete Genie en su colección: 
- Museo de Armamento de la Fuerza Aérea, Base de la Fuerza Aérea Eglin, Florida
- Atlantic Canada Aviation Museum, Halifax, Nueva Escocia
- Museo Aeroespacial Hill, Ogden, Utah
- Museo Aéreo MAPS, Aeropuerto Regional Akron-Canton, Ohio ATR-2 con remolque MF-9
- Museo de Aviación en la Base de la Fuerza Aérea Robins, Georgia ATR-2N con remolque MF-9
- Museo Nacional de la Fuerza Aérea de los Estados Unidos, Base de la Fuerza Aérea Wright-Patterson, Ohio[7]
- Museo Militar de Oregon en Camp Withycombe, Clackamas, Oregon
- Pima Air & Space Museum, Tucson, Arizona Ronda inerte con remolque
- Museo de la Base de la Guardia Nacional Aérea de Selfridge, Municipio de Harrison, Míchigan
- Museo de Aviación del Oeste de Canadá, Winnipeg, Manitoba, Canadá
- Ellsworth Air and Space Museum en la Base de la Fuerza Aérea Ellsworth, Rapid City, Dakota del Sur
- Museo de Defensa Aérea, CFB Bagotville, 3 Ala, Saguenay, Quebec, Canadá
- Comox Air Force Museum, CFB Comox, 19 Wing, Comox, Columbia Británica, Columbia Británica, Canadá
- Biblioteca y Museo de la Guardia Nacional de Vermont, Camp Johnson, Colchester, Vermont
- Jimmy Doolittle Air & Space Museum, Travis Air Force Base, California
- Museo Nacional de Pruebas Atómicas, Paradise, Nevada
- Museo de la Base de la Fuerza Aérea Malmstrom, Great Falls, Montana
- Museo Nacional de Ciencia e Historia Nuclear, Albuquerque, Nuevo México